# Red (album)
Red är ett musikalbum med King Crimson från 1974.

## Låtlista
1. "Red" (Robert Fripp) - 6:16
2. "Fallen Angel" (Robert Fripp/Richard Palmer-James/John Wetton) - 6:03
3. "One More Red Nightmare" (Robert Fripp/John Wetton) - 7:10
4. "Providence" (Bill Bruford/David Cross/Robert Fripp/John Wetton) - 8:10
5. "Starless" (Bill Bruford/David Cross/Robert Fripp/Richard Palmer-James/John Wetton) - 12:16

## Medverkande

### King Crimson
- Robert Fripp: Gitarr och mellotron
- John Wetton: Basgitarr och sång
- William Bruford: Trummor

### Övriga medverkande
- David Cross: Violin
- Mel Collins: Sopransaxofon
- Ian McDonald: Altsaxofon
- Robin Miller: Oboe
- Marc Charig: Kornett